# Campeonato Mundial de Balonmano Masculino de 1997
El XV Campeonato Mundial de Balonmano Masculino se celebró en Japón entre el 17 de mayo y el 1 de junio de 1997 bajo la organización de la Federación Internacional de Balonmano (IHF) y la Federación Japonesa de Balonmano.

## Sedes
| Foto | Grupo          | Ciudad     | Instalación        |
| ---- | -------------- | ---------- | ------------------ |
|      | A y fase final | Kumamoto   | Park Dome          |
|      | B y fase final | Kumamoto   | Gimnasio Municipal |
|      | C              | Yamaga     | Gimnasio Municipal |
|      | D              | Yatsushiro | Gimnasio Municipal |

## Grupos
| Grupo A        | Grupo B       | Grupo C         | Grupo D   |
| -------------- | ------------- | --------------- | --------- |
| Yugoslavia     | Francia       | España          | Hungría   |
| Japón          | Noruega       | Túnez           | Marruecos |
| Islandia       | Italia        | República Checa | Croacia   |
| Lituania       | Suecia        | Egipto          | China     |
| Argelia        | Corea del Sur | Portugal        | Rusia     |
| Arabia Saudita | Argentina     | Brasil          | Cuba      |

## Primera fase

### Grupo A
| Equipo         | J | G | E | P | G+  | G-  | DG  | PTS |
| -------------- | - | - | - | - | --- | --- | --- | --- |
| Islandia       | 5 | 4 | 1 | 0 | 124 | 106 | +18 | 9   |
| Yugoslavia     | 5 | 4 | 0 | 1 | 129 | 111 | +18 | 8   |
| Lituania       | 5 | 2 | 1 | 2 | 110 | 102 | +8  | 5   |
| Japón          | 5 | 2 | 0 | 3 | 101 | 104 | -3  | 4   |
| Argelia        | 5 | 1 | 2 | 2 | 103 | 112 | -9  | 4   |
| Arabia Saudita | 5 | 0 | 0 | 5 | 94  | 126 | -32 | 0   |

- Resultados

| Fecha | Partido¹       | Partido¹ | Partido¹       | Resultado |
| ----- | -------------- | -------- | -------------- | --------- |
| 17.05 | Islandia       | -        | Japón          | 24-20     |
| 18.05 | Arabia Saudita | -        | Lituania       | 18-27     |
| 18.05 | Yugoslavia     | -        | Japón          | 22-19     |
| 18.05 | Argelia        | -        | Islandia       | 27-27     |
| 19.05 | Yugoslavia     | -        | Lituania       | 29-21     |
| 19.05 | Argelia        | -        | Arabia Saudita | 19-14     |
| 21.05 | Japón          | -        | Arabia Saudita | 23-20     |
| 22.05 | Lituania       | -        | Argelia        | 19-19     |
| 22.05 | Islandia       | -        | Yugoslavia     | 27-18     |
| 24.05 | Arabia Saudita | -        | Yugoslavia     | 20-32     |
| 24.05 | Argelia        | -        | Japón          | 14-24     |
| 24.05 | Lituania       | -        | Islandia       | 19-21     |
| 25.05 | Islandia       | -        | Arabia Saudita | 25-22     |
| 25.05 | Japón          | -        | Lituania       | 15-24     |
| 25.05 | Yugoslavia     | -        | Argelia        | 28-24     |

- (¹) – Todos en Kumamoto.

### Grupo B
| Equipo        | J | G | E | P | G+  | G-  | DG  | PTS |
| ------------- | - | - | - | - | --- | --- | --- | --- |
| Francia       | 5 | 4 | 0 | 1 | 127 | 114 | +13 | 8   |
| Suecia        | 5 | 4 | 0 | 1 | 141 | 101 | +40 | 8   |
| Corea del Sur | 5 | 3 | 1 | 1 | 128 | 127 | +1  | 7   |
| Noruega       | 5 | 1 | 2 | 2 | 104 | 109 | -5  | 4   |
| Italia        | 5 | 1 | 1 | 3 | 100 | 105 | -5  | 3   |
| Argentina     | 5 | 0 | 0 | 5 | 96  | 140 | -44 | 0   |

- Resultados

| Fecha | Partido¹      | Partido¹ | Partido¹      | Resultado |
| ----- | ------------- | -------- | ------------- | --------- |
| 18.05 | Francia       | -        | Italia        | 25-21     |
| 18.05 | Noruega       | -        | Corea del Sur | 21-21     |
| 18.05 | Suecia        | -        | Argentina     | 36-17     |
| 20.05 | Francia       | -        | Corea del Sur | 26-27     |
| 20.05 | Suecia        | -        | Noruega       | 24-17     |
| 21.05 | Italia        | -        | Noruega       | 19-19     |
| 21.05 | Argentina     | -        | Francia       | 20-24     |
| 22.05 | Argentina     | -        | Italia        | 15-21     |
| 22.05 | Corea del Sur | -        | Suecia        | 21-36     |
| 24.05 | Corea del Sur | -        | Argentina     | 32-22     |
| 24.05 | Noruega       | -        | Francia       | 20-23     |
| 24.05 | Suecia        | -        | Italia        | 19-17     |
| 25.05 | Corea del Sur | -        | Italia        | 27-22     |
| 25.05 | Noruega       | -        | Argentina     | 27-22     |
| 25.05 | Francia       | -        | Suecia        | 29-26     |

- (¹) – Todos en Kumamoto.

### Grupo C
| Equipo          | J | G | E | P | G+  | G-  | DG  | PTS |
| --------------- | - | - | - | - | --- | --- | --- | --- |
| España          | 5 | 4 | 1 | 0 | 141 | 103 | +38 | 9   |
| Egipto          | 5 | 4 | 1 | 0 | 129 | 94  | +35 | 9   |
| República Checa | 5 | 3 | 0 | 2 | 119 | 105 | +14 | 6   |
| Túnez           | 5 | 2 | 0 | 3 | 92  | 108 | -16 | 4   |
| Portugal        | 5 | 1 | 0 | 4 | 119 | 123 | -4  | 2   |
| Brasil          | 5 | 0 | 0 | 5 | 65  | 132 | -67 | 0   |

- Resultados

| Fecha | Partido¹        | Partido¹ | Partido¹        | Resultado |
| ----- | --------------- | -------- | --------------- | --------- |
| 18.05 | Portugal        | -        | Brasil          | 26-18     |
| 18.05 | República Checa | -        | Egipto          | 22-24     |
| 18.05 | España          | -        | Túnez           | 32-21     |
| 20.05 | Brasil          | -        | República Checa | 10-24     |
| 20.05 | España          | -        | Egipto          | 19-19     |
| 21.05 | Túnez           | -        | Portugal        | 19-18     |
| 21.05 | España          | -        | Brasil          | 32-11     |
| 22.05 | Egipto          | -        | Túnez           | 24-17     |
| 22.05 | República Checa | -        | Portugal        | 28-24     |
| 24.05 | Brasil          | -        | Egipto          | 11-33     |
| 24.05 | República Checa | -        | Túnez           | 19-18     |
| 24.05 | España          | -        | Portugal        | 29-26     |
| 25.05 | Túnez           | -        | Brasil          | 17-15     |
| 25.05 | Portugal        | -        | Egipto          | 25-29     |
| 25.05 | España          | -        | República Checa | 29-26     |

- (¹) – Todos en Yamaga.

### Grupo D
| Equipo    | J | G | E | P | G+  | G-  | DG  | PTS |
| --------- | - | - | - | - | --- | --- | --- | --- |
| Rusia     | 5 | 5 | 0 | 0 | 150 | 84  | +66 | 10  |
| Hungría   | 5 | 4 | 0 | 1 | 128 | 103 | +25 | 8   |
| Cuba      | 5 | 2 | 1 | 2 | 128 | 117 | +11 | 5   |
| Croacia   | 5 | 2 | 1 | 2 | 123 | 115 | +8  | 5   |
| China     | 5 | 1 | 0 | 4 | 101 | 160 | -59 | 2   |
| Marruecos | 5 | 0 | 0 | 5 | 90  | 141 | -51 | 0   |

- Resultados

| Fecha | Partido¹  | Partido¹ | Partido¹  | Resultado |
| ----- | --------- | -------- | --------- | --------- |
| 18.05 | Rusia     | -        | Cuba      | 31-17     |
| 18.05 | Croacia   | -        | China     | 34-21     |
| 18.05 | Hungría   | -        | Marruecos | 25-19     |
| 19.05 | China     | -        | Rusia     | 15-34     |
| 19.05 | Marruecos | -        | Croacia   | 17-26     |
| 21.05 | Rusia     | -        | Marruecos | 30-13     |
| 21.05 | Cuba      | -        | Hungría   | 21-22     |
| 22.05 | China     | -        | Cuba      | 21-32     |
| 22.05 | Croacia   | -        | Hungría   | 20-23     |
| 24.05 | Marruecos | -        | China     | 21-35     |
| 24.05 | Croacia   | -        | Cuba      | 23-23     |
| 24.05 | Hungría   | -        | Rusia     | 19-24     |
| 25.05 | Cuba      | -        | Marruecos | 35-20     |
| 25.05 | Hungría   | -        | China     | 39-19     |
| 25.05 | Rusia     | -        | Croacia   | 31-20     |

- (¹) – Todos en Yatsushiro.

## Fase final

### Octavos de final
| Fecha | Partido¹        | Partido¹ | Partido¹   | Resultado |
| ----- | --------------- | -------- | ---------- | --------- |
| 28.05 | Islandia        | -        | Noruega    | 32-28     |
| 28.05 | Corea del Sur   | -        | Yugoslavia | 37-33     |
| 28.05 | Lituania        | -        | Suecia     | 20-32     |
| 28.05 | Francia         | -        | Japón      | 22-21     |
| 28.05 | España          | -        | Croacia    | 31-25     |
| 28.05 | Cuba            | -        | Egipto     | 20-24     |
| 28.05 | República Checa | -        | Hungría    | 19-20     |
| 28.05 | Rusia           | -        | Túnez      | 20-14     |

- (¹) – En Kumamoto.

### Cuartos de final
| Fecha | Partido¹      | Partido¹ | Partido¹ | Resultado |
| ----- | ------------- | -------- | -------- | --------- |
| 29.05 | Islandia      | -        | Hungría  | 25-26     |
| 29.05 | España        | -        | Suecia   | 24-28     |
| 29.05 | Corea del Sur | -        | Rusia    | 15-32     |
| 29.05 | Egipto        | -        | Francia  | 19-22     |

- (¹) – En Kumamoto.

### Semifinales
| Fecha | Partido¹ | Partido¹ | Partido¹ | Resultado |
| ----- | -------- | -------- | -------- | --------- |
| 30.05 | Hungría  | -        | Suecia   | 19-31     |
| 30.05 | Francia  | -        | Rusia    | 24-25     |

- (¹) – En Kumamoto.

### Tercer lugar
| Fecha | Partido¹ | Partido¹ | Partido¹ | Resultado |
| ----- | -------- | -------- | -------- | --------- |
| 01.06 | Francia  | -        | Hungría  | 28-27     |

- (¹) – En Kumamoto.

### Final
| Fecha | Partido¹ | Partido¹ | Partido¹ | Resultado |
| ----- | -------- | -------- | -------- | --------- |
| 01.06 | Suecia   | -        | Rusia    | 21-23     |

- (¹) – En Kumamoto.

## Medallero
|       |        |         |
| Rusia | Suecia | Francia |

## Estadísticas

### Clasificación general
| 1. Rusia            |
| 2. Suecia           |
| 3. Francia          |
| 4. Hungría          |
| 5. Islandia         |
| 6. Egipto           |
| 7. España           |
| 8. Corea del Sur    |
| 9. Yugoslavia       |
| 10. Lituania        |
| 11. República Checa |
| 12. Noruega         |
| 13. Croacia         |
| 14. Cuba            |
| 15. Japón           |
| 16. Túnez           |
| 17. Argelia         |
| 18. Italia          |
| 19. Portugal        |
| 20. China           |
| 21. Arabia Saudita  |
| 22. Argentina       |
| 23. Marruecos       |
| 24. Brasil          |

### Máximos goleadores
| N.º | Nombre                | País          | Goles |
| --- | --------------------- | ------------- | ----- |
| 1   | Kyung-Shin Yoon       | Corea del Sur | 62    |
| 2   | József Éles           | Hungría       | 59    |
| 3   | Valdimar Grimsson     | Islandia      | 52    |
| 4   | Stéphane Stoecklin    | Francia       | 50    |
| 4   | Stefan Lövgren        | Suecia        | 50    |
| 4   | Ashraf Mabruk         | Egipto        | 50    |
| 7   | Talant Dujshebaev     | España        | 49    |
| 8   | Carlos Reinaldo Pérez | Cuba          | 48    |